# Gottmik

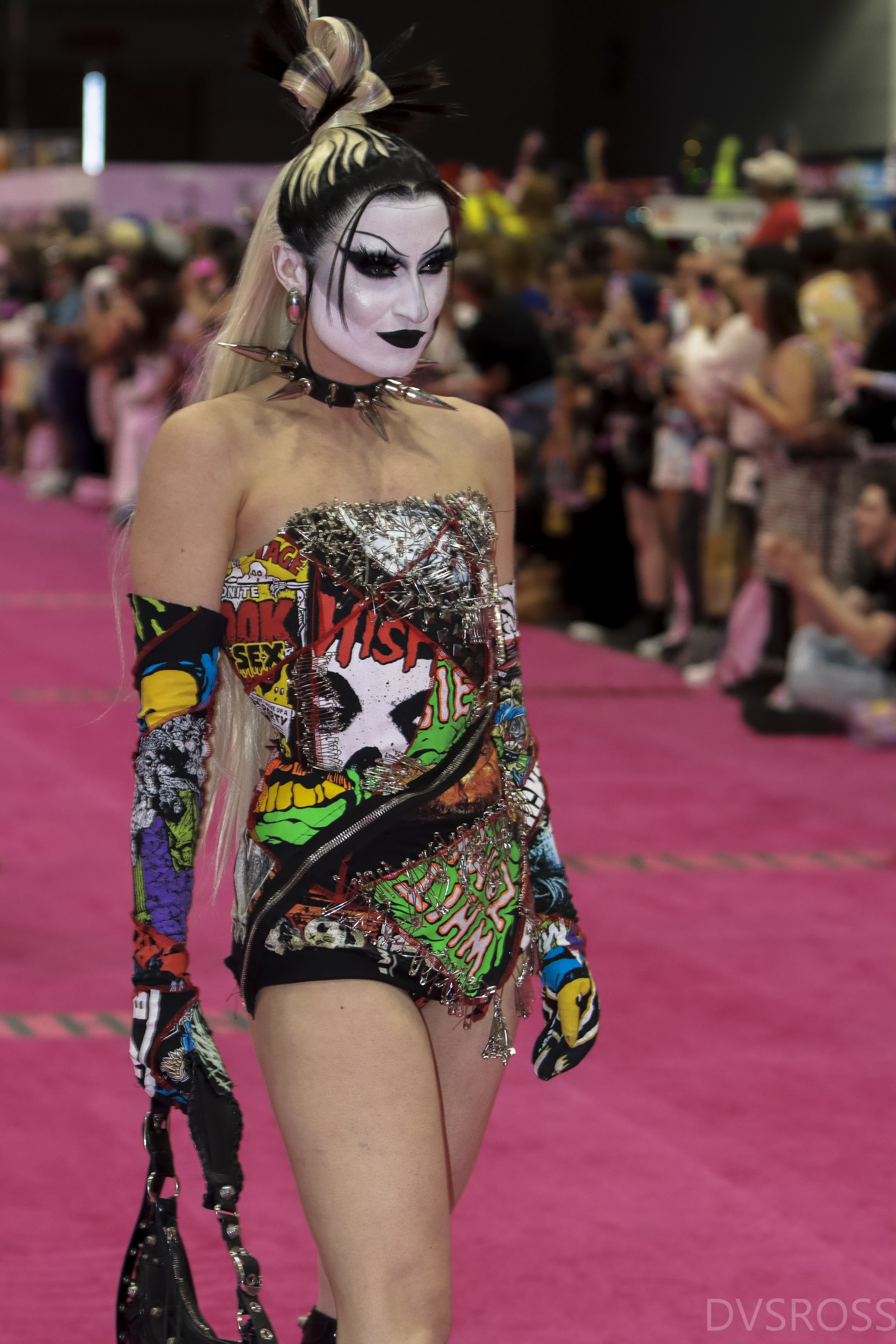
Gottmik auf der DragCon 2022

Gottmik (* 19. August 1996 in Scottsdale, Arizona, bürgerlich Kade Gottlieb), häufiger nur Mik genannt, ist eine US-amerikanische Dragqueen und Visagistin. Neben ihrer regelmäßigen Zusammenarbeit mit Prominenten, die sie für professionelle Auftritte herrichtet, wurde Gottmik vor allem durch ihre Teilnahme an der dreizehnten Staffel von RuPaul’s Drag Race bekannt, bei der sie den dritten Platz belegte.

## Leben
Kade Gottlieb wurde in Scottsdale im US-Bundesstaat Arizona geboren, wo er auch aufwuchs. Er machte seine erste Drag-Erfahrungen als Jugendlicher, unter anderem durch einen Auftritt in einer Bar in Tucson, in dieser Zeit zeigte Gottlieb zudem erstmals Interesse für aufwendiges Make-up, in seiner späteren Karriere ein wichtiger Punkt. Nach dem High-School-Abschluss zog Gottlieb nach Los Angeles, um eine Karriere in der Modeindustrie zu beginnen. Er schrieb sich kurz nach seiner Ankunft in der Stadt an der örtlichen Privat-Universität Fashion Institute of Design & Merchandising ein und bot im Privatleben Dienste als Visagist an. Er fand schnell Gefallen an dieser Tätigkeit, weswegen er sich nach seinem Studium, das er mit einem Diplom im Fach Produktentwicklung abschloss, dazu entschied, nicht in der Modebranche, sondern professionell sowohl als Visagist als auch Dragqueen zu arbeiten.
Gottlieb ist ein trans Mann. Er wusste bereits im Kindesalter, sich nicht seinem bei der Geburt zugewiesenen weiblichen Geschlecht zugehörig zu fühlen, habe allerdings aufgrund seines religiös-konservativen Elternhauses mit dieser Selbstkenntnis gehadert und versucht, seine Geschlechtsidentität zu unterdrücken. Schließlich akzeptierte er dank seines neuen Umfelds, trans zu sein, und begann während des Studiums mit einer geschlechtsangleichenden Maßnahme. Diese zögerte Gottlieb wegen seiner nach eigenen Angaben typisch weiblichen Interessensgebiete sowie eher femininen Artikulation hinaus, da er deswegen Zweifel an seiner Geschlechtsidentität hatte, weil die wenigen in den Medien präsenten trans Männer oft maskulin aufträten. Schließlich habe er erkannt, dass auch Männer feminin sein können, weswegen sich Gottlieb dazu entschied, im Beruf und Privatleben offen mit seiner Geschlechtsidentität umzugehen. So bleibt bei Drag-Auftritten seine Brust oft unbedeckt, wodurch die Narben der geschlechtsangleichenden Operation sichtbar werden. Im Beruf verwendet Gottlieb wie in der Branche üblich weibliche Personalpronomen, privat dafür männliche, was er während seiner Teilnahme an Drag Race in einem Gespräch mit seiner Mitstreiterin Olivia Lux erwähnte. Er erklärte ihr gegenüber, die männliche Anrede im Beruf als clocking zu empfinden.
Gottlieb bezeichnet seine Drag-Kunst als „androgyn und laut“, wobei ihn Clowns und alte Aufnahmen von Zirkussen stark beeinflussten, was sich unter anderem an seinem Markenzeichen erkennen lasse, einem komplett weiß angemalten Gesicht mit schwarzen Lippen und falschen Augenbrauen. Als weitere Inspirationsquellen nennt Gottlieb Pete Burns, Marlene Dietrich, John Galliano, Amanda Lepore, Alexander McQueen und Vivienne Westwood. Gottliebs Künstlername ist eine Anspielung auf den Werbeslogan Got Milk? der US-amerikanischen Milchindustrie.

## Karriere

### Anfänge als Visagistin
Bereits seit dem Anfang ihrer Karriere als Visagistin arbeitet Gottmik oft mit Prominenten zusammen, hauptsächlich für Fotoshootings, unter anderem Cindy Crawford, Todrick Hall, Paris Hilton, Heidi Klum sowie mehrere ihrer Kolleginnen, beispielsweise Shangela Laquifa Wadley und Violet Chachki. Die YouTuberin Gigi Gorgeous zählt ebenfalls zu ihren Kundinnen, die zudem die Kosten von Gottmiks geschlechtsangleichender Operation teilweise übernahm. 2019 war Gottmik für die Maske der Darsteller im Musikvideo You Need to Calm Down von Taylor Swift verantwortlich. Im Oktober des darauffolgenden Jahres erhielt sie den Auftrag, das Halloween-Makeup des Sängers Lil Nas X zu schminken, das eine Parodie auf Nicki Minaj darstellen sollte. Im Januar 2021 errichtete Gottmik einen eigenen YouTube-Kanal, auf dem sie unter anderem Make-up-Anleitungen veröffentlicht. Vorher wurde sie bereits von der Cosmopolitan eingeladen, für die offizielle YouTube-Präsenz des Magazins ein ähnliches Tutorial zu produzieren. Zudem war Gottmik in der Vergangenheit gelegentlich in anderen YouTube-Videos zu sehen, unter anderem einigen von Gigi Gorgeous, ihrer Kollegin Pearl sowie World of Wonder, der Drag Race-Produktionsfirma.

### RuPaul’s Drag Race
Am 9. Dezember 2020 wurde Gottmik zusammen mit zwölf weiteren Dragqueens offiziell als Teilnehmerin der 13. Staffel von RuPaul’s Drag Race benannt, wobei sie sich in der Vergangenheit bereits zweimal erfolglos für die Sendung beworben hatte. Sie war zudem die erste Kandidatin mit einem bei der Geburt zugewiesenen weiblichen Geschlecht. Gottmik gewann zwei der 14 Challenges genannten Hauptaufgaben. Das waren die Gestaltung samt Präsentation von Kleidern, die auf mit dem Wort bag anfangenden Gegenständen basierten, in ihrem Fall ein Leichensack (englisch body bag), sowie das Improvisations-Spiel Snatch Game, bei dem sie Paris Hilton imitierte. In der zweiten Folge, in der die Teilnehmerinnen für eine Gesangs-Gruppennummer einen eigenen Vers verfassen mussten, behandelte Gottmik in diesem ihre Transition und redete während der Vorbereitung für die darauffolgende Laufsteg-Präsentation über ihre OP-Narben. Nach der Ausstrahlung wurde Gottmik von trans und nichtbinären Zuschauenden sowie Kolleginnen für ihre offenen Umgang mit ihrer Geschlechtsidentität gelobt. Gottmik zog schließlich in das Finale am 23. April 2021 ein, verlor den ersten Lipsync gegen Symone und erreichte zusammen mit Rosé den dritten Platz.
Im Februar 2021 wurde Nina Bo’nina Brown, die an der neunten Staffel von Drag Race teilnahm, in Bezug auf Gottmik öffentlich kritisiert. In einem YouTube-Video, in der sie eine Folge der 13. Staffel kommentierte, machte sie mehrmals Bemerkungen über Gottmiks Körperbau, die etliche Personen, unter anderem die britischen Dragqueens Divina de Campo und Bimini Bon Boulash, als transphob kritisierten. Brown bestritt den Vorwurf und behauptete, ein Opfer von Cancel Culture zu sein. Gottmik selbst nahm nach der Veröffentlichung des Videos keinen direkten Bezug auf den Vorfall, bedankte sich allerdings für die Unterstützung ihrer Kolleginnen und Fans gegen Angriffe in sozialen Netzwerken.
Ab Juni 2021 trat Gottmik zusammen mit anderen ehemaligen Drag Race-Teilnehmerinnen, unter anderem Rosé und Violet Chachki, bei der US-weiten Drag-Tour Drive ’N Drag Saves 2021 auf. Im September moderierte sie erstmals zusammen mit Chachki die Podcast- und YouTube-Serie No Gorge. Im Oktober wirkte Gottmik zusammen mit ehemaligen Drag Race-Kandidatinnen wie Alyssa Edwards und Rosé an der Drag-Halloweentour Night of the Living Drag mit. Im Oktober wurde sie in der Kategorie Bester Kandidat einer Wettbewerssendung für einen People’s Choice Award nominiert.
Anfang 2022 nahm Gottmik zusammen mit anderen aus Drag Race bekannten Kolleginnen an der weltweiten Drag-Tournee Werq the World teil.
Am 30. April 2024 wurde Gottmik neben sieben weiteren Dragqueens als Teilnehmerin der neunten Staffel von RuPaul’s Drag Race All Stars angekündigt. An dem Ableger der Hauptserie nehmen nur ehemalige Kandidatinnen teil. Sie gewann zwei Challenges. Das waren die Gestaltung und Präsentation von Kleidern in drei verschiedenen Farbstilen sowie das Snatch Game, bei dem sie den aus mehreren Lassie-Produktionen bekannten Filmhund Pal imitierte. Aufgrund einer Regeländerung schied keine Kandidatin wie bei All Stars sonst üblich aus. Stattdessen bekamen die zwei besten Teilnehmerinnen jeder Folge je ein Abzeichen und traten im Lipsync gegeneinander an. Die Gewinnerin erhielt eine Spende für eine vor Staffelbeginn von ihr festgelegte Wohltätigkeitsorganisation und blockierte eine Konkurrentin, die in der darauffolgenden Folge im Falle eines Sieges kein Abzeichen bekam. Gottmik entschied sich für Angeria Paris VanMicheals sowie Jorgeous und wurde ihrerseits von Roxxxy Andrews und VanMichaels blockiert. Daneben erhielt sie nach einem Gewinn zwei Abzeichen. Eines musste sie einer anderen Teilnehmerin geben, ihre Wahl fiel auf Vanessa Vanjie Mateo. Gottmik erreichte schließlich den achten Platz und erspielte 29.000 Dollar für Trans Lifeline, eine an trans Personen gerichtete Telefonseelsorge.
Während der Ausstrahlung der Staffel wurde Gottmik für ihren Auftritt bei der Roast-Challenge öffentlich kritisiert. Sie verwendete dabei einige stark an Roast-Auftritte der Komikerin Nikki Glaser angelehnte Witze. Deswegen warfen ihr mehrere Zuschauer vor, deren Material plagiiert zu haben. Gottmik antwortete darauf auf ihrem offiziellen X-Account, dass keine der Teilnehmerinnen beim Roast selbstgeschriebene Scherze verwendet habe. Da sie zudem Glaser als Komikern sehr schätze, sei es für sie selbstverständlich gewesen, ein paar ihrer Witze für die Challenge in abgeänderter Form vorzutragen.

### Karriere nachDrag Race
Anfang 2021 richtete Gottmik Pabllo Vittar und Amanda Lepore für deren Titelbilder auf der Gay Times her. Im April desselben Jahres war sie selbst auf dem Cover der Attitude zu sehen, in der Zeitschrift erschien zudem ein Feature über sie. Im Juli darauf gab sie in einem Interview mit Entertainment Weekly bekannt, zu einem Vorsprechen für die Rolle des Pinhead im Hellraiser-Remake eingeladen worden zu sein. Gottmik, die den Part letztlich nicht bekam, hatte zuvor bei Drag Race ein von der Figur inspiriertes Outfit getragen.
Im September 2022 war sie zusammen mit Chachki als Darstellerin im Musikvideo zu Unholy von Sam Smith und Kim Petras zu sehen. Bei den Grammy Awards 2023 standen die beiden beim Auftritt der Sänger auf der Bühne. Im Mai desselben Jahres wurde das Sachbuch The T Guide veröffentlicht, das Gottmik zusammen mit Gorgeous verfasste und von den Erfahrungen der beiden mit ihren Geschlechtern handelt.